# امره (ساری)
امره، روستایی است از توابع بخش کلیجان‌رستاق شهرستان ساری در استان مازندران ایران.

## معرفی روستا
امره، یکی از روستاهای شهرستان ساری از استان مازندران می‌باشد. محل در تقریباً 23 کیلومتری جنوب این شهر و در ۳ کیلومتری غرب جاده ساری – سمنان می‌باشد. از نظر تقسیمات کشوری این روستا یکی از روستاهای دهستان کلیجانرستاق علیا بوده و از سال ۸۰ به عنوان بخش مستقل کلیجانرستاق به تصویب مجلش شورای اسلامی رسید. این روستا از روستاهای پرجمعیت، وسیع و از نظر اقتصادی، از روستاهای با تولید بالای منطقه می‌باشد. وسعت روستا حدوداً ۱۲۴ هکتار می‌باشد و ۵۵۰ هکتار زمینهای کشاورزی اهالی پیرامون آن را احاطه نموده‌است از نظر موقعیت مکانی روستا دارای توپوگرافی کوهستانی است که این موضوع یکی از مشکلات اصلی روستا است.
این روستا تا سال ۱۳۳۵ از توابع شهرستان قائم شهر محسوب می‌شد یعنی از نظر آماری و تقسیمات کشوری زیر مجموعهٔ این شهر بود. وابستگی مردم از نظر مراودات به ساری نزدیکتر بود و از طرفی به علت وجود جادهٔ ساری - کیاسر که در آن زمان شوسه بوده‌است مشکلات مردم در ساری بهتر حل می‌شد. به هر جهت اطلاعات و آمار روستا از سال ۴۵ به بعد در حوزهٔ تقسیمات کشوری ساری آمده‌است. این روستا از همان سالها که ساری دارای سه بخش بوده‌است زیر نظر بخش مرکزی ساری و از مجموعه دهستان کلیجانرستاق علیا محسوب می‌شد. بخش مرکزی شامل 28 دهستان می‌باشد که مساحت کلیجانرستاق علیا ۴۲۳٫۷ کیلومترمربع و مساحت روستای امره بدون احتساب زمین‌های مزروعی ۱٫۲۴ کیلومترمربع می‌باشد.

## جمعیت
این روستا در دهستان کلیجان‌رستاق علیا قرار داشته و براساس آخرین سرشماری مرکز آمار ایران که در سال 1395 صورت گرفته، جمعیت آن 2206 نفر803خانوار) بوده‌است.

## کافر قلعه
کافر قلعه یک آثار به جا مانده از قلعه‌ای است که در روستای امره وجود دارد. این قلعه در ناحیه جنوبی روستا و در فاصله حدوداً ۷۰۰ متری از آخرین منزل مسکونی واقع است. ارتفاع آن از سطح دره‌های اطراف ۱۲۰ متر می‌باشد و ظاهراً آب قلعه از دره‌های مجاور تأمین می‌شده‌است. دربالای قلعه (ضلع شرقی) بر اثر حفاری غیرمجاز آثار یک حوض به ابعاد تقریبی ۶*۳*۵ متر مشاهده گردیده‌است. دیوارهای اصلی این حوض بر روی شالوده سنگی بنا شده‌است. آثار دیواره‌های سنگی و آجری بناهای دیگر در بالای قلعه به وضوح نمایان است که از آجرهای ۹*۴۰*۴۰ استفاده شده‌است. در چیدن دیوارهای بناها از دو نوع آجر استفاده شده‌است و می‌توان نتیجه گرفت که از آجرهای بناهایی که قبل از این بناها در این محل بوده و این بناها بر روی آن‌ها ساخته شده‌اند استفاده شده‌است. اسناد و کتاب‌هایی در این خصوص بوده‌است که حتی ساکنین این قلعه را معرفی می‌کرده‌است و از این کتابها فعلاً اثری در دسترس نیست. ساکنین این قلعه گبری‌ها بودند که قومی کافر و در علم پیشرفته بودند. مطالعاتی که روی آجرها توسط سازمان میراث فرهنگی استان انجام گرفت نمایانگر آن است که به روایتی آثار از بین رفته در چهار طبقه روی قلعه بنا شده‌است. طبقه اول:اصطبل و محل حیوانات؛ طبقه دوم: آشپز خانه و بیوتات؛ طبقه سوم: امیر نشین و محل امرا و طبقه چهارم استخرهای آب و مراکز تفریحی. بنا به اظهار مسئولین میراث فرهنگی، کافر قلعه از بناهای قابل نگهداریست نه قابل بازسازی و به جهت حفاظت آن اخذ هر گونه موافقت اصولی در اطراف آن ممنوع می‌باشد. ساختمان‌های کافر قلعه در حدود صد سال پیش قابل مرمت بوده‌اند، زیرا آجرهایی که درحمام امره به کار رفت از ساختمان‌های اینجا گرفته شده‌است. نگرنده در حدود سال ۱۳۵۳ دیوارهای بنای کافر قلعه را که حدوداً ۲ متر بوده و پلان آن قابل تشخیص بود، به چشم دیده‌است و فعلاً اثری از آنان نیست. همچنین بر روی این قلعه و در دامنه‌های آن اشیاء سفالی و سنگی زیادی موجود بوده‌است، که در اثر عدم اطلاع اهالی و از جمله چوپانان شکسته و ازبین رفته‌است.